# Rumuńska Partia Socjaldemokratyczna
Rumuńska Partia Socjaldemokratyczna (rum. Partidul Social-Democrat Român, PSDR) – rumuńska partia polityczna o profilu lewicowym, działająca w latach 1990–2001.
Partia powstała w 1989, nawiązywała do ugrupowania istniejącego w latach 1893–1948 i zlikwidowanego przez komunistów. Została zarejestrowana 17 stycznia 1990. W tym samym roku samodzielnie wystartowała w wyborach parlamentarnych, otrzymując 0,5% głosów i wprowadzając 2 przedstawicieli do Izby Deputowanych. W kolejnych wyborach startowała w ramach koalicji, uzyskując parlamentarną reprezentację – 10 posłów w 1992 w ramach Rumuńskiej Konwencji Demokratycznej, 10 posłów w 1996 w ramach koalicji z Partią Demokratyczną i 5 posłów w 2000 w ramach koalicji z Partią Socjaldemokracji w Rumunii. 16 czerwca 2001 PSDR przyłączyła się do swojego ostatniego koalicjanta, współtworząc Partię Socjaldemokratyczną.
Przewodniczącymi Rumuńskiej Partii Socjaldemokratycznej byli Sergiu Cunescu (1990–1999) i Alexandru Athanasiu (1999–2001).